# 1809 no Brasil
Esta é uma cronologia dos acontecimentos do ano 1809 no Brasil.

## Eventos
- 6 de janeiro: Forças combinadas britânicas, portuguesas metropolitanas e luso-brasileiras coloniais começam a Invasão de Caiena durante as Guerras Napoleônicas.
- 12 de janeiro: O Brasil ocupa a Guiana Francesa, formando a Colônia de Caiena e Guiana.
- 28 de abril: O primeiro bonde elétrico começa a circular em Santos (SP).
- 13 de maio: O Corpo da Guarda de Polícia da Corte é criado.
- 1 de setembro: A circulação de ouro em pó como moeda é proibida.
- 4 de dezembro: É criada a Academia Militar do Rio de Janeiro por Carta de Lei.